# Daylotus
Daylotus (кор. 데이로터스) — южнокорейская вижуал-кей группа, основанная в 2020 году двумя вокалистами Анкимо и Тоа. Помимо вокала Анкимо отвечает также за продюсирование и написание песен. В настоящий момент состав группы включает в себя гитариста Тари, басиста Тору и барабанщика Юна. Отличительной особенностью их творчества является сочетание различных музыкальных жанров, открытость к музыкальным экспериментам и распространение своего видения мира через отсылки к учению буддизма и буддистским текстам. Название фандома NightLilies (с англ. «ночные лилии») было выбрано из предложенным самими фанатами вариантов.

## История и концепт группы
Группа была сформирована в июле 2020 года двумя вокалистами, Анкимо и Тоа. Тоа, побывавший до этого в нескольких вижуал-кей проектах (среди которых RoaR и VOID), планировал создать группу с двумя вокалистами подобно EVE, одной из его любимых групп. Вспомнив об Анкимо, с которым он в 2017 году познакомился на концерте в честь воссоединения EVE, он предложил ему создать группу. До этого Анкимо также успел побывать в нескольких проектах (таких как Satellights, Synsnake и Rakenbear), но после решил оставить деятельность в группах и заняться сольным творчеством.
Изначально проект появился под названием Lemon Factory, но позже было изменено на Daylotus, более благозвучное и подходящее для маркетинга по мнению вокалистов. Само название является соединением двух слов: «day» и «lotus» и означает «цветущий днём лотос».
В то время в команде не было других участников кроме Тоа и Анкимо, так как они готовились сформировать юнит из вокалистов, а для выступлений использовать сессионных музыкантов. Первый готовившийся сингл благодаря написанным Анкимо песням вырос до мини-альбома, который постепенно обрастал более цельным звучанием, смешав в себе вдохновение от любимых Тоа MUCC и BOØWY и музыкальные предпочтения Анкимо (например металкор, хип-хоп и пр.). Находясь в процессе подготовки первого релиза под названием 多䫂ism (англ. dadaism, кор. 다다이즘), Тоа пришёл к выводу, что дальнейшая деятельность в качестве юнита была бы невозможна, поэтому он начал искать новых участников. В качестве басиста в команду был принят Юшин, который на тот момент взял перерыв в музыкальной деятельности в связи с попытками отправиться от болезни. Тогда оба даже не знали друг друга в лицо. После успешных уговоров были перезаписаны басовые партии. Также, впечатлив Тоа своей искренностью, на помощь к группе пришёл гитарист Чешир. В отличие от первой фотографии, клипы и концепт-фото были сняты при участии новых членов группы.
Концепт мини-альбома заключался в двух вещах: «новое начало» и «вижуал-рок в корейском стиле», что привело к созданию двух заглавных песен. Клип на трек Vampire, изначальным названием которого было Devilman, был снят всеми участниками в атмосфере полной свободы. Клип на трек OGD (кор. 오감도, англ. Crow’s Eye View) был снят в буддистском храме Вауджонса, располагающемся в городе Йонъин, а всё участники были одеты в ханбок, корейский национальный наряд. Сам трек отсылается на одноимённый 15-серийный цикл стихотворений известного корейского поэта 20-го века Ким Хэгёна, также известного как Ли Сан (кор. 이상, ханча 李箱); в тексте цитируется первая поэма. В качестве «секретного» бэк-вокала для этой песни была приглашена вокалистка Re:A (RIA), известная по таким проектам как Nekiru, LuciDreaM и IVITs.
Наконец релиз альбома был запланирован на 6 августа 2021 года, а на 31 июля было назначено первое выступление группы. После окончания работы над релизом Чешир по личным причинам принял решение покинуть Daylotus, поэтому необходимо было срочно найти нового гитариста. Примерно за три недели до выступления Тоа связался с Тари, который занимался композиторством и продюсированием. В итоге всего после двух репетиций Тари вышел на сцену и после выступления официально был принят в качестве участника Daylotus.
Также с этого момента Нини, бывшая до этого визажистом, стала представлять основной персонал группы, став их главным менеджером и стилистом. Благодаря своему фирменному стилю она обрела у фанатов Daylotus не меньшую популярность, чем сами музыканты. По мере всех этих многочисленных изменений группа представила несколько каверов, в том числе на песню Mad About U, отдав тем самым дань уважения группе EVE.
Проведя несколько выступлений 24 февраля 2022 года группа выпускает свой первый сингл YOU & I, состоящий из двух песен, CD-версия которого также включает в себя инструменталы. В съёмках клипа на заглавный трек YOU принимает участие Нини. 12 марта группа отправляется на выступление в Пусан, а 25 июня, отыграв на мероприятии DIFFERENT SENSE #2, Юшин покидает группу, чтобы подготовиться к предстоящему обучению в Японии.
В августе становится известен новый состав группы. К Daylotus присоединяются басист Тора, бывший коллега Тоа по RoaR, и барабанщик Юн. Новый сингл под названием HYPE выходит 17 августа вместе с визуализатором для трека FTP, записанного при участии Govlick и Mukuro. 20 августа группа проводит свой первый акустический лайв. Клип на заглавный трек сингла выходит 9 октября, в его съёмках также снова приняла участие Нини, а также новые участники и приглашённые артисты. В записи вокальных партий для трека HYPE впервые принимает участие Тари. В новом релизе Daylotus продолжают экспериментировать со звучанием и в треках всё сильнее проявляются элементы хип-хопа. Единственное, что остаётся неизменным — мировоззрение лидеров группы, проявляющееся в отсылках на буддистские тексты, таких как Кхаггавигана Сутта (также известный как «Рог носорога»).
8 ноября Daylotus радуют поклонников третьим синглом Monster, на оба трека которого были сняты музыкальные клипы. Первый клип выходит вместе с синглом, а второй 1 декабря. При написании заглавной песни Monster Анкимо вдохновлялся творчеством Beatooth и музыкой хардкор-жанров. Трек Overdrive был посвящён одной из любимых групп Тоа BOØWY и вокальные партии для него были записаны им одним. Клип был снят в стиле 80-х годов, благодаря чему в данной песне ещё сильнее ощущается атмосфера олдскульного джей-рока.
2023 год начинается для группы с подготовки первого полноформатного альбома, носящего название NEW KING, а также двух выступлений в японском клубе Urawa Narciss, 17 и 18 февраля.

## Участники

### ankimo
| Позиция              | Настоящее имя            | Дата рождения | Другие проекты                 |
| -------------------- | ------------------------ | ------------- | ------------------------------ |
| вокал продюсирование | Гванхён Го (кор. 고광현) | 22 ноября     | Satellights Synsnake Rakenbear |

Другие факты:
- Помимо деятельности в группе также выпускает вокалоидиные песни. Принимал участие в написании песни SeeUletter, которая вошла в альбом в честь 10-летнего юбилея первого корейского вокалоида SeeU.
- Есть опыт в качестве диджея вокалоидных и песен из аниме.
- 18 мая 2022 года выпустил свой сольный альбом Korean Indie, включающий в себя 11 треков.
- Ухаживал за хохлатым гекконом по кличке Ута, которого ему подарила Нини, большая любительница ящериц. Он так полюбился фанатам, что стал практически маскотом группы. Но 19 апреля 2022 года Ута отошла в мир иной, одна из песен сольного альбома Анкимо посвящена этому печальному событию.
- В юности был большим фанатом Nirvana и вместе с друзьями делал кавер на песни этой группы. Потом начал писать собственные песни.
- Создал свою собственную гранж-группу под названием Rakenbear, в которой был вокалистом и гитаристом.
- Познакомился с вижуал-роком, когда начал заниматься Daylotus. Другими его любимыми жанрами являются металкор, гранж, регги и хип-хоп.
- Ведёт свой ютуб-канал, куда выкладывает свои каверы и сольные работы.

### TOA
| Позиция | Настоящее имя | Дата рождения | Другие проекты       |
| ------- | ------------- | ------------- | -------------------- |
| вокал   | неизвестно    | 5 марта       | Junky Grey RoaR VOID |

Другие факты:
- «Завербовал» всех нынешних участников Daylotus.
- Он знаком с гитаристом Тари более 10 лет.
- С 17 июля 2018 по 13 июля 2020 вёл деятельность в вижуал-кей группе VOID, в которой был вокалистом и одним из авторов текстов песен.
- Окончил университет Кёнхи по специальности «корейский язык и корейская литература».[1]

### Tari
| Позиция           | Настоящее имя         | Дата рождения | Другие проекты    |
| ----------------- | --------------------- | ------------- | ----------------- |
| гитара, бэк-вокал | Тари Ли (кор. 이타리) | 18 марта      | Tari x Hazy Veins |

Другие факты:
- У Тари есть свой проект под названием Tari x Hazy (кор. 이타리X제비형), для которого он пишет музыку. 24 сентября вышел второй сингл Alice in XXX, клип на который был опубликован на ютуб-канале Daylotus, в его съёмках принял участие Анкимо.
- Окончил университет искусств Кукче и получил степень бакалавра в «прикладной музыке».[1]

### Tora
| Позиция    | Настоящее имя            | Дата рождения | Другие проекты |
| ---------- | ------------------------ | ------------- | -------------- |
| бас-гитара | Бомджин Сон (кор. 송범진 | 12 января     | RoaR BAND+AID  |

Другие факты:
- Является участником BAND+AID, трибьют-группы BAND-MAID.
- Также вместе с Тоа был участником вижуал-кей группы RoaR.

### YooN
| Позиция | Настоящее имя     | Дата рождения | Другие проекты |
| ------- | ----------------- | ------------- | -------------- |
| ударные | Юнджэ (кор. 윤제) | 2 июля        | Excused Duty   |

Другие факты:
- Самый молодой участник группы.

## Бывшие участники

### Cheshire
| Позиция | Настоящее имя           | Дата рождения | Другие проекты  |
| ------- | ----------------------- | ------------- | --------------- |
| гитара  | Шихён Чхэ (кор. 채시현) | 2 ноября      | IVITs LuciDreaM |

Другие факты:
- Покинул Daylotus после завершения работы над первым релизом, 29 июня 2021 года.
- В данный момент является гитаристом группы IVITs, также является сессионным музыкантом айдол-юнита LuciDreaM.
- Принимал участие в съёмках клипа Ким Джеджуна (J-JUN) на песню Breaking Dawn, которая стала саундтреком к аниме «Благородство».

### Yu Shin
| Позиция    | Настоящее имя          | Дата рождения | Другие проекты |
| ---------- | ---------------------- | ------------- | -------------- |
| бас-гитара | Юшин Ким (кор. 김유신) | 25 мая        | неизвестно     |

Другие факты:
- Самый младший и в то же время самый высокий участник в группе.
- Помимо игры на басу также пишет свои песни и занимается вокалом, а одной из его главных целей является создание своей группы с одним участником.
- После деятельности в Daylotus однажды получил предложение из Японии стать айдолом.
- 25 июня 2022 года, проведя последнее выступление на мероприятии DIFFERENT SENSE #2, покинул Daylotus ради обучения в Японии.

## Дискография

### EP

#### 多䫂ism(dadaism)
Дата выхода: 6 августа 2021
Трек-лист:
1. Lemonic Face | вокал: Анкимо, Тоа | гитара: Анкимо | бас: Юшин | музыка: Анкимо | слова: Тоа
2. YGS (연가시) | вокал: Анкимо, Тоа | гитара: Анкимо | бас: Юшин | музыка: Анкимо | слова: Тоа, Анкимо
3. OGD (오감도 / 烏瞰圖) feat. Re:A | вокал: Анкимо, Тоа, Re:A | гитара: Чешир | бас: Юшин | музыка: Анкимо | слова: Тоа, Анкимо
4. Udumbara (우담바라 / 優曇婆羅) | вокал: Анкимо, Тоа | гитара: Чешир | бас: Юшин | музыка: Анкимо | слова: Тоа, Анкимо
5. Vampire | вокал: Анкимо, Тоа | гитара: Чешир | бас: Юшин | музыка и слова: Анкимо
6. Dice | вокал, аранжировка, музыка и слова: Анкимо

### Синглы

#### YOU & I
Дата выхода: 24 февраля 2022
Трек-лист:
1. YOU | вокал: Анкимо, Тоа | гитара: Тари | бас: Юшин | музыка и слова: Анкимо
2. I | вокал, аранжировка, музыка и слова: Анкимо

#### HYPE
Дата выхода: 17 августа 2022
Трек-лист:
1. HYPE | вокал: Анкимо, Тоа, Тари| гитара: Тари, Анкимо | бас: Юшин, Анкимо | музыка и слова: Анкимо
2. FTP feat. Govlick, Mukuro | вокал и слова: Анкимо, Govlick, Mukuro | аранжировка и музыка: Анкимо
3. RAIN | вокал: Анкимо, Тоа | гитара: Тари | бас, клавишы, музыка и слова: Анкимо

#### MONSTER
Дата выхода: 8 ноября 2022
Трек-лист:
1. Monster | вокал: Анкимо, Тоа | гитара: Тари | бас, музыка и слова: Анкимо
2. Overdrive | вокал: Тоа | гитара: Тари | бас, музыка и слова: Анкимо